# Mark Abraham
Mark Abraham é um astrônomo amador norte-americano e descobridor de asteróides.
È o dono e principal pesquisador do Everstar Observatory, na cidade de Olathe, estado do Kansas. 
| 18873 Larryrobinson[1] | 13 de novembro, 1999 |
| 18883 Domegge[1]       | 31 de dezembro, 1999 |
| 20623 Davidyoung[1]    | 10 de outubro, 1999  |
| 1. 1 com Gina Fedon    |                      |